# Nicholas Fernandes
Nicholas Fernandes  là một cầu thủ bóng đá người Ấn Độ thi đấu ở vị trí tiền vệ cho Churchill Brothers.

## Sự nghiệp
Sinh ra ở Goa, Fernandes bắt đầu sự nghiệp với Churchill Brothers ở Goa Professional League. Before the I-League 2015–16, Fernandes được cho mượn đến Sporting Goa. Anh có màn ra mắt cho câu lạc bộ trong trận mở màn mùa giải trước East Bengal. Anh thi đấu 65 phút và Sporting Goa thất bại 3–1.

## Thống kê sự nghiệp
Tính đến 10 tháng 2 năm 2018
| Câu lạc bộ          | Mùa giải            | Giải vô địch        | Giải vô địch | Giải vô địch | Cúp Liên đoàn | Cúp Liên đoàn | Cúp Quốc gia | Cúp Quốc gia | Châu lục | Châu lục  | Tổng    | Tổng      |
| Câu lạc bộ          | Mùa giải            | Hạng đấu            | Số trận      | Bàn thắng    | Số trận       | Bàn thắng     | Số trận      | Bàn thắng    | Số trận  | Bàn thắng | Số trận | Bàn thắng |
| ------------------- | ------------------- | ------------------- | ------------ | ------------ | ------------- | ------------- | ------------ | ------------ | -------- | --------- | ------- | --------- |
| Sporting Goa        | 2015–16             | I-League            | 14           | 2            | 0             | 0             | 0            | 0            | —        | —         | 14      | 2         |
| Churchill Brothers  | 2016–17             | I-League            | 1            | 0            | 0             | 0             | 0            | 0            | —        | —         | 1       | 0         |
| Churchill Brothers  | 2017–18             | I-League            | 11           | 1            | 0             | 0             | 0            | 0            | —        | —         | 11      | 1         |
| Tổng cộng sự nghiệp | Tổng cộng sự nghiệp | Tổng cộng sự nghiệp | 26           | 3            | 0             | 0             | 0            | 0            | 0        | 0         | 26      | 3         |